# ایده‌لو (بیجار)
ایده‌لو، روستایی از توابع بخش مرکزی شهرستان بیجار در استان کردستان ایران است.

## جمعیت
این روستا در دهستان خورخوره قرار دارد و براساس سرشماری مرکز آمار ایران در سال ۱۳۸۵، جمعیت آن ۲۳۷ نفر (۴۷خانوار) بوده‌است. مردم روستا به زبان ترکی آذربایجانی سخن می‌گویند و مسلمان شیعه هستند.